# إيليعيزر سمولي
إيليعيزر سمولي (بالإنجليزية: Eliezer Smoli)‏ كاتب إسرائيلي اشتهر بكتب الأطفال.
حصل على جائزة إسرائيل في أدب الأطفالِ في عامِ 1957.

## حياته
ولد في منطقة فولينيا في غرب أوكرانيا (التي كانت ضمن الإمبراطورية الروسية وقتها). وبدأ الكتابة في سن العاشرة. هاجر إلى فلسطين تحت الانتداب البريطاني عام 1920. وعمل مدرسا في مدرسة المعلمين العبريين في القدس التي أسسها ويديرها ديفيد يلين.
درس العلوم الطبيعية بين عامي 1936 و1942 في جامعة برلين.

## جوائز
- حصل على جائزة إسرائيل في أدب الأطفالِ في عامِ 1957.[3]